# Tunjung (Udanawu)
Tunjung is een bestuurslaag in het regentschap Blitar van de provincie Oost-Java, Indonesië. Tunjung telt 2811 inwoners (volkstelling 2010).